# 多品牌策略
多品牌策略是市场营销中品牌策略的一种，即公司的主要产品以多个不同的商标在市场上销售，各品牌的同类商品往往是不同质的，或者不同的品牌占据不同的细分市场或不同的地理市场区域。有些多品牌是因為公司的購併所產生的，被購併的公司品牌若在市場上仍有價值及知名度，則母公司通常會予以保留以利行銷。

## 多品牌策略示例
- 松下电器公司曾使用National和Panasonic两个品牌销售家用电器。
- 西门子公司及其与博世公司的合资公司博西家用电器有限公司使用西门子（Siemens）和博世（Bosch）作为主商标，还有副商标和地区性商标。
- 科龙集团的科龙、容声、美菱等品牌。
- TCL集团的TCL、乐华、施耐德和Govedio四个品牌。
- 正新輪胎的正新及馬吉斯（Maxxis）品牌
- 角川公司於2013年將旗下的子公司合而為一之後，原先的子公司變成角川公司旗下的品牌，有ASCII Media Works、Media Factory、角川書店、中經出版、富士見書房等。
- Google公司併購YouTube後，仍保留「YouTube」做為其線上影音業務的品牌，並終止自身的Google Video服務。
- 通用汽車（GM）旗下有雪佛蘭（Chevrolet）、別克（Buick）及凱迪拉克（Cadillac）等品牌；日本的汽車製造商常另設立新品牌對應頂級車市場，如本田汽車有Acura、日產汽車有Infiniti及豐田汽車有Lexus等。

## 单一品牌运作的公司
使用专一的品牌销售所有商品的公司：LG、三洋、夏普等，松下电器公司也以集中品牌优势为由试图以Panasonic全面取代National品牌。